# Пётр Петрович Лужин
Пётр Петрович Лу́жин — персонаж романа Фёдора Михайловича Достоевского «Преступление и наказание». Вместе с персонажем Свидригайлова образует в романе систему двойников Родиона Раскольникова.

## Лужин в романе
Лужину 45 лет. Он адвокат, надворный советник. Дальний родственник Марфы Петровны Свидригайловой, сватается к сестре Раскольникова Дуне (Авдотье Романовне). Прибытие в Петербург и знакомство с Раскольниковым перерастает в ссору. Новая встреча, на квартире, где остановилась Дунечка с матерью, вновь перерастает в ссору. Дунечка говорит Лужину, что она не выйдет за него, и Лужина выгоняют. На поминках Мармеладова Лужин, желая отомстить, подсовывает в карман Соне сторублёвый билет и пытается выставить её воровкой, однако сосед по квартире Лебезятников разоблачает Лужина, и тот покидает поминки.

## Внешность
«Это был господин немолодых лет, чопорный, осанистый, с осторожною и брюзгливою физиономией, который начал тем, что остановился в дверях, озираясь кругом с обидно-нескрываемым удивлением и как будто спрашивал взглядами: „Куда ж это я попал?…“ Всё платье его было только что от портного, и всё было хорошо, кроме разве того только, что всё было слишком новое и слишком обличало известную цель. Даже щегольская, новёхонькая, круглая шляпа об этой цели свидетельствовала: Пётр Петрович как-то уж слишком почтительно с ней обращался и слишком осторожно держал её в руках. Даже прелестная пара сиреневых, настоящих жувеневских, перчаток свидетельствовала то же самое, хотя бы тем одним, что их не надевали, а только носили в руках для параду. В одежде же Петра Петровича преобладали цвета светлые и юношественные. На нём был хорошенький летний пиджак светло-коричневого оттенка, светлые лёгкие брюки, таковая же жилетка, только что купленное тонкое бельё, батистовый самый лёгкий галстучек с розовыми полосками, и что всего лучше: всё это было даже к лицу Петру Петровичу. Лицо его, весьма свежее и даже красивое, и без того казалось моложе своих сорока пяти лет. Тёмные бакенбарды приятно осеняли его с обеих сторон… Даже волосы… расчёсанные и завитые у парикмахера, не представляли этим обстоятельством ничего смешного или какого-нибудь глупого вида, что обыкновенно всегда бывает при завитых волосах, ибо придаёт лицу неизбежное сходство с немцем, идущим под венец. Если же и было что-нибудь в этой довольно красивой и солидной физиономии действительно неприятное и отталкивающее, то происходило уж от других причин»

## Характер
Лужин — деловой человек, преуспевающий. В общении прямолинеен. Практичен и рационален. Интуиции не верит, не эмоционален. Не брезглив в моральном плане, подловат. Любитель сплетен (Достоевский писал о нём: «При тщеславии и влюблённости в себя, до кокетства, мелочность и страсть к сплетне»). Не признаёт благородства и бескорыстной честности. Его задача в жизни — сколотить капитал, сделать карьеру. Считает себя тем, кто относится к разряду «новых людей», и возлагает надежды на видоизменившиеся времена. Имеет свою собственную теорию. В ней он говорит о том, что человек должен быть эгоистом, а раз он помогает себе, так и другим через себя поможет.

## Прототипы
Одним из прототипов Лужина некоторые исследователи (Л. П. Гроссман, М. С. Альтман) считают стряпчего Павла Петровича Лыжина (шурина Генриха Шлимана), бывшего одним из кредиторов Достоевского (в 1865 году за неплатёж по векселям Лыжину и крестьянину Пушкину была произведена опись имущества писателя). В черновиках «Преступления и наказания» этот персонаж дважды прямо назван Лыжиным. По мнению Б. Н. Тихомирова, Достоевский наделил Лужина и нравственным обликом своего кредитора. В частности, в 1866 году Лыжин был выбран в качестве своего адвоката одним из подсудимых по «делу Каракозова», однако от защиты отказался, ссылаясь на неучастие в уголовных делах. Тихомиров делает вывод, что таким образом Лыжин, прежде связанный со средой «прогрессистов» (иначе чем объяснить выбор подсудимого), решил с изменением внутриполитической конъюнктуры отмежеваться от неё — что напоминает стремление Лужина к общению с Лебезятниковым и дальнейший разрыв.
Наряду с Лыжиным в качестве прототипа Лужина называют и мужа сестры писателя Петра Андреевича Карепина. В 1840 году Карепин женился на Варваре Михайловне Достоевской, бывшей моложе него на 26 лет, и вскоре стал опекуном её младших братьев и сестёр. Фёдор Михайлович никогда не встречался с ним, но вёл переписку. В 1844 году, выйдя в отставку и нуждаясь в деньгах, Достоевский решает отказаться от своей доли наследства за 1000 рублей серебром, однако Карепину, считающему себя опытнее в деловых и жизненных вопросах, не нравится как этот план, так и образ мыслей Достоевского вообще. Например, в одном из писем Карепин пытается образумить Достоевского так: «Вам ли оставаться при софизмах портических, в отвлечённой неге и лени Шекспировских мечтаний? На что они, что в них вещественного, кроме распалённого, раздутого, распухшего — преувеличенного, но пузырного образа?» — «Если вы считаете пошлым и низким трактовать со мною о чём бы то ни было,.. то всё-таки вам не следовало бы так наивно выразить своё превосходство заносчивыми унижениями меня, советами и наставлениями, которые приличны только отцу, и шекспировским мыльным пузырём. Странно: за что так больно досталось от вас Шекспиру. Бедный Шекспир!» — отвечает ему Достоевский. В другом письме Фёдор Михайлович прямо замечает Карепину: «Вы человек деловой, Пётр Андреевич, Вы и с нами действуете, как человек деловой, не иначе, и так как Вы человек деловой…». При этом некоторые исследователи склоняются к тому, что образ Карепина, созданный Достоевский на основании писем, не вполне точен, приводя слова брата писателя, называвшего опекуна «не просто добрым, но евангельски-добрым человеком» (да и просьбу Достоевского Карепин в итоге удовлетворил, выделив ему желаемую сумму из собственных средств).
Кроме того, по мнению Н. Наседкина существует некоторое сходство между действиями Лужина и обстоятельствами жизни самого Достоевского: в период создания «Преступления и наказания» 45-летний Достоевский, как и 45-летний Лужин, посватался к молоденькой девушке — А. Г. Сниткиной, являвшейся в свою очередь одним из прототипов Авдотьи Романовны Раскольниковой.

## Актёры, сыгравшие Лужина
- Джин Локхарт (1935, США)
- Бернар Блие (1956, Франция)
- Жан Мико (1971, Франция, телефильм)
- Владимир Басов (1969, СССР)
- Йозеф Гибронка (1998, США, телефильм)
- Дэвид Хэйг (2002, Великобритания, телефильм)
- Андрей Зибров (2007, Россия, телефильм)
- Никита Тарасов (2024. Россия, телесериал)